# Эпаньи (Эна)
Эпаньи́ (фр. Épagny) — коммуна во Франции, находится в регионе Пикардия. Департамент коммуны — Эна. Входит в состав кантона Вик-сюр-Эн. Округ коммуны — Суассон.
Код INSEE коммуны — 02277.

## Население
Население коммуны на 2010 год составляло 341 человек.
| 1962 | 1968 | 1975 | 1982 | 1990 | 1999 | 2010 |
| ---- | ---- | ---- | ---- | ---- | ---- | ---- |
| 260  | 253  | 230  | 269  | 339  | 333  | 341  |

## Экономика
В 2010 году среди 230 человек трудоспособного возраста (15—64 лет) 156 были экономически активными, 74 — неактивными (показатель активности — 67,8 %, в 1999 году было 59,3 %). Из 156 активных жителей работали 137 человек (73 мужчины и 64 женщины), безработных было 19 (6 мужчин и 13 женщин). Среди 74 неактивных 20 человек были учениками или студентами, 23 — пенсионерами, 31 были неактивными по другим причинам.